# Toutes les femmes de ma vie
Toutes les femmes de ma vie (Todas as Mulheres do Mundo) est une série télévisée brésilienne produite et diffusée le 23 avril 2020 sur le service de streaming Globoplay.
En France, elle est diffusée le 10 novembre 2023 et le 31 octobre 2024 sur le service de streaming M6+.

## Synopsis
Paulo est un architecte passionné par la liberté, la poésie et les femmes. À la recherche de son grand amour, il est capable de se laisser envoûter plusieurs fois et de tomber profondément dans chaque relation. Paulo croit que l'amour nourrit son âme de poète et voit l'essence de chacune des femmes avec lesquelles il s'engage. 

## Distribution
- Emilio Dantas : Paulo
- Sophie Charlotte : Maria Alice
- Martha Nowill : Laura
- Matheus Nachtergaele : Cabral
- Maria Mariana : Clarissa
- Lília Cabral : Dionara
- Priscila Rozembaum : Glorinha
- Floriano Peixoto (en) : Evaristo
- Maeve Jinkings : Sara
- Felipe Camargo : Cândido
- Fernanda Torres : Estela
- Fábio Assunção : Ruy
- Maria Ribeiro : Renata
- Naruna Costa : Pink
- Samya Pascotto : Adriana
- Yara de Novaes : Margarete
- Ícaro Silva : Silvio
- Rodrigo Penna : Luiz Artur
- Gabriel Stauffer : Ângelo
- Vanessa Bueno : Caroline
- Rafael Losso : Pedro
- Pedro Cassiano : Vitor
- Ricardo Gelli : Leopoldo
- Paula Possani : Drª. Tania
- Verônica Debom : Martinha
- Sara Antunes : Pâmela
- Mariana Sena : Gilda
- Natasha Jascalevich : Natália
- Marina Provenzzano : Elisa
- Carol Badra : Rosinha
- Renata Paschoal : Drª. Jones
- Cassio do Nascimento : Diogo

## Épisodes
1. Maria Alice
2. Adriana
3. Elisa
4. Laura
5. Martinha
6. Dionara
7. Renata e Pâmela
8. Gilda
9. Sara
10. Natália
11. Maria Alice
12. Pink

## Version française
La version française est assurée par FDR Studio à Londres.
Avec les voix d'Adrien Auclair, Amandine Vincent, Arthur Perdreau, Caroline Roussel, Christophe Hespel, David Meslet, Jacqueline Berces, Jean-François Vitale, Morgan Sebode et Vincent Latorre.